# گوچتال
گوچتال (به آلمانی: Götschetal) یک منطقهٔ مسکونی در آلمان است که در پترسبرگ (زاکسونی)-آنهالت واقع شده‌است. گوچتال ۵٬۸۶۳ نفر جمعیت دارد.